# Álcool desidrogenase 6
Álcool desidrogenase 6 é uma enzima que nos humanos é codificada pelo gene ADH6.
Este gene codifica a álcool desidrogenase classe V, que é um dos membros da família das álcool desidrogenases. Os membros desta família de enzimas metabolizam uma grande variedade de substratos, incluindo etanol, retinol, outros álcoois alifáticos, hidroesteróides e produtos da peroxidação lipídica. Este gene é expresso no estômago assim como no fígado, e contém um elemento de resposta a glucocorticóides a montante do seu 5' UTR, que é um sítio de ligação do receptor de hormonas esteróides. A deduzida sequência de aminoácidos do ORF (fase de leitura aberta) deste gene mostra cerca de 60" de identidade posicional com outras álcool desidrogenases. Este gene poderá ter uma função fisiológica distinta.